# Siantar Dangsina
Siantar Dangsina is een bestuurslaag in het regentschap Toba Samosir van de provincie Noord-Sumatra, Indonesië. Siantar Dangsina telt 309 inwoners (volkstelling 2010).